# Загорський Борис Григорович
Загорський Борис Григорович (місце і дата нар. невід.–– 1937,Київ, Київська область, Українська РСР, СРСР) — український радянський актор, кінорежисер, кінодраматург. Провадив свою діляльність на 1-й та 3-й кінофабриках ВУФКУ як режисер та актор. Відомий у своїй діяльності долученням до акторського складу культових стрічок Олександра Довженка таких як «Арсенал» та «Сумка дипкур'єра». Кінець його життя припав на пік сталінських репресій — 1937 рік.

## Акторська робота у ВУФКУ
Свій кінематографічний шлях Борис Загорський почав із долучення до кіновиробничого процесу на базі Першої кінофабрики ВУФКУ у 1926 році, де і пропрацював до 1929 року. Важливо, що попередньо він мав досвід роботи актором у німому фільмі «Два світи» (1920) . Продовж цього періоду його творчий доробок налічував вісім акторських робіт та одну режисерську.
До таких акторських робіт 1926 року відсяться «Бухта смерті», «Вибух», «Підозрілий багаж». Вже більш продуктивним видався 1927 рік, відомий роботою у фільмі «В погоні за щастям», «Мітя», «Цемент» та «Сумка дипкур'єра», де обличча Бориса Григоровича було одним із знакових на афішах фільму та розтиражованому кадрі із широкою посмішкою.
1929 року спілшьно із відомим на той час актором Амвросієм Бучмою працює актором на знімальному майданчику наступної кінороботи О. Довженка — «Арсенал», про що неодноразово згадувалося у журналі «Кіно». Він зіграв убитого хімічною зброєю солдата із знову ж таки характерною широкою посмішкою, що як і у вище згаданому фільмі була більше схожа на оскал.
Цього ж року Б. Загорський здійснив дебют у режисерській справі із своїм документальним фільмом «УКК». 
У зв'язку із закриттям тресту ВУФКУ у грудні 1929 року, Борис Григорович завершує свою діяльність у ВУФКУ, автоматично стаючи до лав новоствореної організації, котра успадкувала все від свого попередника.

## Творчий доробок у межах «Українфільму»
Діяльність із 1930 року на Київській кінофабриці на базі монопольної державної установи по управлінню кіногалуззю УРСР «Українфільм», що знаменувалася значним позбавленням права на самостійність у кіновиробництві, була більш продуктивною для Бориса Загорського. У згаданому 1930 році він знявся у фільмах «Квартали передмістя» (реж. Григорій Гричер-Чериковер) та «Не затримуйте рух» (реж. Павло Коломайцев).
У 1931 році Б. Загорський ставить свою другу режисерську документальну картину під назвою «По ойротії» та знімається у фільмах «Негр із Шеридана», «Останній каталь», «Фата моргана». .
У 1932 році акторська робода засвідчується лише одним фільмом «Разом із бальками», а участь у знімальному процесі фільту «Біла смерть» («Остання ніч») тривала продовж 1933-1935 років. .
У 1934 році Б. Загорський зніявся лише в одному фільмі під назвою «Молодість» (реж. Леонід Луков).
Останній у творчій кар'єрі Б. Загорського 1936 рік відомий його трьома акторськими роботами: «Том Сойєр», «Троє з однієї вулиці» та «Я люблю».

## Забутість постаті
У 1937 році Бориса Загорського було зарештовано за не відомих до теперешнього часу причин із подальшим розстрілом. Зважаючи на обставини смерті, вочевидь його постать, зазнаючи репресій навіть після смерті через стирання даних, пам'яті про його діяльність, була забутою, тому нині ми не знаємо Б. Загорського, його постаті попри впізнаваність не було приділено уваги у проєкті ВУФКУ. Lost & Found, не зважаючи на його медійну впізнаваність та визначність на момент свого життя.